# 2010年菲律賓總統選舉
2010年菲律賓總統副總統選舉於2010年5月10日於菲律賓舉行。時任總統格洛丽亚·马卡帕加尔-阿罗约由於《菲律賓憲法》規定緣故不得尋求連任。此次選舉選出第15任菲律賓總統。
在菲律賓總統副總統選舉中，由於總統與副總統選舉是分別當選，因此可能出現不同政黨的總統與副總統。
該次總統大選共有10人獲得參選資格，向選舉委員會辦妥登記手續的選民有5008萬人。
2010年5月10日，菲律賓總統選舉舉行投票，自由黨的貝尼格諾·艾奎諾以15,208,678票，42.08%的得票率，擊敗對手前總統約瑟夫·艾斯特拉達與國民黨的馬尼·維亞等人，贏得選舉。艾奎諾於6月30日宣誓就職，任期到2016年。
在副總統選舉方面，則由艾斯特拉達的搭檔、馬卡蒂市長杰约马尔·比奈以14,645,574票，41.65%得票率，擊敗艾奎諾三世的搭檔、自由黨參議員馬爾•羅哈斯當選菲律賓副總統。

## 候選人
- 諾諾·艾奎諾：是菲律賓民主之母艾奎諾夫人的獨生子，他在艾奎諾夫人於2009年辭世後不久宣佈參選，受益於民眾感念艾奎諾夫人的情結，艾奎諾三世在各方民調中一路保持領先。
- 維亞：魚販出身的房地產大亨，現任菲律賓參議員。他在菲律賓民調公司亞洲脈動（Pulse Asia）於1月22日至26日所進行的調查中，以七成成為最被信任總統候選人。

根據法國的TNS市場研究公司於1月28日至2月3日進行的最新菲律賓總統大選調查，自由黨的貝尼格諾·艾奎諾獲得41.54%的支持率，國民黨參議員維亞以30.63%居次，群眾力量黨的前總統艾斯特拉達為11.66%，排行第3，執政黨基督教穆斯林民主力量黨(Lakas-Christian Muslim Democrats)的前國防部長吉爾貝托·鐵歐多洛（Gilbert Teodoro），以5.21%暫居第4，其餘6名候選人的民意支持率都在2%以下。
| 號次     | 1            | 1            | 2                         | 2                         | 3                         | 3               | 4                | 4                      | 5                                                   | 5                                                         | 6                  | 6                  |
| 政黨     | 自由黨       | 自由黨       | Pwersa ng Masang Pilipino | Pwersa ng Masang Pilipino | VNP                       | VNP             | Lakas Kampi CMD  | Lakas Kampi CMD        | Bangon Pilipinas Party                              | Bangon Pilipinas Party                                    | Nacionalista Party | Nacionalista Party |
| 候選職務 | 總統         | 副總統       | 總統                      | 副總統                    | 總統                      | 副總統          | 總統             | 副總統                 | 總統                                                | 副總統                                                    | 總統               | 副總統             |
| 候選人   | 諾諾·艾奎諾  | Mar Roxas    | 约瑟夫·埃斯特拉达         | Jejomar Binay             | Richard Gordon            | Bayani Fernando | Gilberto Teodoro | /Edu Manzano           | [[File:\|100px\|Eddie Villanueva]] Eddie Villanueva | [[File:\|100px\|Perfecto Yasay, Jr.]] Perfecto Yasay, Jr. | Manny Villar       | Loren Legarda      |
| 簡歷     |              |              |                           |                           |                           |                 |                  |                        |                                                     |                                                           |                    |                    |
| 出生地   | 菲律賓馬尼拉 | 菲律賓奎松市 | 菲律賓馬尼拉              | 菲律賓馬尼拉              | 菲律賓ZambalesCastillejos | 菲律賓San Juan  | 菲律賓馬尼拉     | 美國加利福尼亞州舊金山 | 菲律賓布拉干省Bocaue                                |                                                           | 菲律賓馬尼拉湯都區 | 菲律賓Malabon      |